# Luek
Luek is het zesde album van de Nederlandse rapformatie De Jeugd van Tegenwoordig. Het album verscheen op 16 februari 2018. De single 'Gemist' werd uitgebracht op 28 november 2017.

## Tracklist
| Nr. | Titel                            | Lengte |
| --- | -------------------------------- | ------ |
| 1   | Makkelijk (voor ons)             | 5:03   |
| 2   | Kutwoning                        | 2:27   |
| 3   | Schietlood                       | 5:23   |
| 4   | Torpedo                          | 6:35   |
| 5   | Wittewijnmuziek                  | 5:13   |
| 6   | Dit was nooit mijn leven         | 3:45   |
| 7   | Luek                             | 2:54   |
| 8   | Kijk ze daar (ook luek)          | 2:24   |
| 9   | Gemist                           | 4:54   |
| 10  | Hoe                              | 3:40   |
| 11  | Twee xannies en een slagromerino | 3:20   |
| 12  | Saved by the bell                | 5:38   |
| 13  | Cécémel                          | 5:15   |

### Clips
- 2017
  - Gemist
- 2018
  - Makkelijk (voor ons)
  - Torpedo
  - Luek

## Referentielijst
- iTunes tracklist